# Sonatine de Jongen
Pour les articles homonymes, voir Sonatine (homonymie).
La Sonatine op. 88, est une œuvre pour piano de Joseph Jongen composée en 1929.

## Composition
Joseph Jongen compose sa Sonatine op. 88 en 1929. La partition est dédiée à Christiane Jongen, la fille du compositeur.

## Structure
L'œuvre est en trois mouvements, « triptyque de proportions modestes » :
1. « Sonatine ». Allegretto en sol majeur, à deux temps (noté ) ;
2. « Menuetto ». Tempo modéré de menuet en ré majeur, à 
 ;
3. « Rondo ». Très allègre en sol majeur, à 
.

La durée d'exécution est d'environ 9 min.

## Analyse
Dans cette partition, Guy Sacre « perçoit, très édulcoré mais indubitable, le souvenir de la propre Sonatine de Ravel, et aussi de son Tombeau de Couperin. Son charme facile et sa technique pianistique « de moyenne force » en font un excellent matériau pédagogique, dans le genre (à venir) des sonatines de Kabalevski ».

### «Sonatine»
Le premier mouvement, aux « thèmes engageants et bien dessinés, lignes claires, harmonies transparentes », s'intitule lui-même Sonatine « par une sorte de synecdoque », suivant la forme sonate « avec un développement réduit et de moyenne difficulté ».

### «Menuetto»
Dans les deux pages du menuet en ré majeur qui « constituent le deuxième mouvement, le modèle ravélien saute aux oreilles dès les premiers accords (la mineur et majeur alternatifs) et plus loin dans ces cadences modales où l'on fait revivre, avec un zeste d'ironie, les grâces Louis XV ».
Pour Vladimir Jankélévitch, le Menuetto de cette « charmante Sonatine » rappelle, « en même temps que le menuet de la Sonatine de Ravel, l'idée initiale du Quatuor à cordes ».

### «Rondo»
Le dernier mouvement, « d'une gaîté sans limites », « les petits tourniquets entrainants du Rondo (en sol majeur, très allègre) ressemblent à ceux du Rigaudon » du Tombeau de Couperin de Ravel, « mais qu'importe, on se laisse prendre à cette joie sans arrière-pensée, où les doigts suivent si bien ! »

## Discographie
- Joseph Jongen, L'intégrale pour piano, vol. 1 - Diane Andersen, piano (2 CD Pavane records, ADW 7475-7576, 2002) (OCLC 52584156)

### Ouvrages généraux
- Guy Sacre, La musique pour piano : dictionnaire des compositeurs et des œuvres, vol. II (J-Z), Paris, Robert Laffont, coll. « Bouquins », 1998, 2998 p. (ISBN 978-2-221-08566-0).

### Monographies
- Vladimir Jankélévitch, Ravel, Paris, Seuil, coll. « Solfèges » (no 3), 1995 (1re éd. 1956), 220 p. (ISBN 2-02-023490-4 et 978-2-020-23490-0).